# Syndetodes
Syndetodes là một chi bướm đêm thuộc họ Geometridae.